# Woldemar Wirołajnen
Woldemar Matwiejewicz Wirołajnen (ros. Вольдема́р Матве́евич Вирола́йнен, ur. 1901 w Petersburgu, zm. 1983 w Leningradzie) – radziecki polityk, przewodniczący Rady Ministrów Karelo-Fińskiej SRR w latach 1947-1950.
1914-1947 pracował na kolei żelaznej, od 1918 maszynista, od 1931 kierownik zajezdni parowozowej, 1939 ukończył Akademię Transportową, 1942 zastępca kierownika Północnej Drogi Kolejowej, później pełnomocnik Ludowego Komisarza Transportu Kolejowego, po wojnie szef Kolei Kirowskiej. Od lutego 1947 do maja 1950 przewodniczący Rady Ministrów Karelo-Fińskiej SRR. 1950-1954 więziony, później do 1957 naczelnik Październikowego Odcinka Kolejowego, następnie na emeryturze. Deputowany do Rady Najwyższej ZSRR 1 i 2 kadencji. Na stacji kolejowej w mieście Wołchow wmurowano tablicę pamiątkową na cześć Wirołajnena.

## Odznaczenia i nagrody
- Order Czerwonego Sztandaru Pracy
- Order Wojny Ojczyźnianej I klasy
- Honorowe obywatelstwo miasta Wołchow (1971)
- Tytuł "Honorowy Kolejarz"

I medale.